# Найманкуль
42°18′40″ пн. ш. 59°35′20″ сх. д. / 42.31111° пн. ш. 59.58889° сх. д.
Найманкуль (Найманколь, Найманкол; узб. Найманкўл, Naymankoʻl) — міське селище в Узбекистані, в Ходжейлійському районі Каракалпакстану.
Південне передмістя Тахіаташа. Розташоване поблизу залізничного вузла Найманкуль (лінії на Нукус, Кунград, Дашогуз).
Населення 1,6 тис. мешканців (1985). Статус міського селища з 2009 року.